# Paradise Hotel (Danmark, sæson 8)
 Denne artikel omhandler Paradise Hotel, sæson 8. Opslagsordet har også en anden betydning, se Paradise Hotel (flertydig).
Den ottende sæson af reality tv-serien Paradise Hotel Danmark blev sendt i 2012.
- Vært: Rikke Göransson
- Paradise After Dark vært: Jeppe Voldum
- Vindere: Julian (225.000 kr.) og Tina Maria (225.000 kr.)[2][3]
- Finalist: Jeanette (0 kr.)
- Jury: Steffan, Mary, Sebastian, Kimie, Hairon, Patrick, Tinna og Sascha
- Mr. Paradise: Sebastian[4]
- Miss Paradise: Tina Maria [5]
- Vinder af mindre beløb: Kimie (50.000 kr.)
- Kendte gæster: Linse Kessler, Amalie Szigethy og Mark Hansen
- Titelmelodi: Le Kid – Human Behaviour
- Antal afsnit: 52
- Antal deltagere: 32

## Deltagerne
| Navn                           | Alder | Fra              | Tjekket ind | Tjekket ud    | Grund til udtjekning |
| ------------------------------ | ----- | ---------------- | ----------- | ------------- | --- |
| Julian Koch Damhus             | 20    | Brønshøj         | Ep 1        | VINDER        | |
| Tina Maria Hansen              | 20    | Kongens Lyngby   | Ep 1, 20    | Ep 15, VINDER | Stemt ud af Jeanette Dzienis til fordel for Sascha Mia Rasmussen |
| Jeanette Dzienis               | 19    | Nykøbing Falster | Ep 1        | Finalen       | |
| Steffan Bak, (Jury)            | 23    | Sønderborg       | Ep 1, 45    | Ep 27, 51     | Ep 27: Stemt ud af Tina Maria Hansen og Pernille Nygaard til fordel for Nicklas. Ep 51: Stemt ud af Jeanette Dzienis, Tina Maria Hansen og Julian Koch Damhus                    |
| Anne Mary Swan, (Jury)         | 30    | Rødovre          | Ep 29       | Ep 51         | Stemt ud af Sebastian Patrikios som hans hævn |
| Sebastian Patrikios, (Jury)    | 22    | København        | Ep 5        | Ep 50         | Stemt ud af Julian Koch Damhus til fordel for Steffan Bak |
| Rikke Kimie Andersen, (Jury)   | 21    | Viby             | Ep 37       | Ep 49         | Stemt ud af Anne Mary Swan til fordel for Jeanette Dzienis og Tina Maria Hansen                                                                                                  |
| Hairon Gomes, (Jury)           | 19    | Esbjerg          | Ep 32       | Ep 49         | Solgt til exit af Rikke Kimie Andersen for 50.000 kr. |
| Helle Christensen              | 20    | Mariager         | Ep 41       | Ep 48         | Stemt ud af Hairon Gomes til fordel for Rikke Kimie Andersen |
| Patrick Steffensen, (Jury)     | 22    | Aalborg          | Ep 1, 27    | Ep 19, 46     | Ep 19: Stemt ud af Pernille Nygaard og Nicklas til en Krimi ceremoni fordel for Julian Koch Damhus. Ep 46: Tabte duel til Sebastian Patrikios                                    |
| Tinna Jakobsen, (Jury)         | 22    | Aalborg          | Ep 34, 43   | Ep 40, 44     | Ep 40: Stemt ud af Sebastian Patrikios til fordel for Pernille Nygaard. Ep 44: Fejlede sin mission som hvid brud, som gjaldt om at få Tina Maria Hansens timeglas til at løbe ud |
| Sascha Mia Rasmussen, (Jury)   | 19    | Albertslund      | Ep 6, 42    | Ep 30, 44     | Ep 30: Stemt ud til bombeceremoni af de andre deltagere til fordel for Sophia Slathkovia. Ep 44: Valgt fra at Sebastian Patrikios til fordel for Helle Christensen               |
| Rued Wenzell                   | 22    | Søllested        | Ep 33       | Ep 43         | Måtte trække sig grundet sygdom |
| Pernille Nygaard               | 20    | Frederikshavn    | Ep 3        | Ep 42         | Forlod frivilligt hotellet grundet hjemve |
| Sophia Slathkovia              | 21    | Søborg           | Ep 21       | Ep 36         | Stemt ud af Hairon Gomes til fordel for Anne Mary Swan |
| Nicklas                        | 20    | Randers          | Ep 13       | Ep 35         | Stemt ud til mønteceremoni af de andre deltagere til fordel for Julian Koch Damhus                                                                                               |
| Jacob Affe Olsen               | 23    | Rønne            | Ep 30       | Ep 32         | Stemt ud af Sophia Slathkovia til fordel for Nicklas |
| Morten Lynge                   | 20    | København        | Ep 17       | Ep 31         | Stemt ud af de andre deltagere til pandoras æske til fordel for Sebastian Patrikios                                                                                              |
| Mikael Thomas                  | 22    | Randers          | Ep 25       | Ep 28         | Stemt ud af Pernille Nygaard til fordel for Nicklas |
| Alexander Klein                | 21    | Haderslev        | Ep 25       | Ep 25         | Smidt ud af pigerne til fordel for Mikael Thomas |
| Angelin Jobda                  | 31    | København        | Ep 15       | Ep 24         | Stemt ud af Sebastian Patrikios til fordel for Sascha Mia Rasmussen |
| Kanika Thuakchaiyphum Koch     | 18    | Faaborg          | Ep 1        | Ep 20         | Stemt ud af Morten Lynge til fordel for Sascha Mia Rasmussen |
| Kamilla Schiøtt                | 22    | Hjørring         | Ep 17       | Ep 19         | Smidt ud af hotellet, fordi hun brød reglerne om at have en kæreste |
| Thomas Carstensen              | 20    | Hørsholm         | Ep 6        | Ep 16         | Stemt ud af Pernille Nygaard til fordel for Julian Koch Damhus |
| Maria Louise                   |       | Rødovre          | Ep 9        | Ep 12         | Stemt ud af Thomas til fordel for Sascha |
| Nanett Larsen                  | 23    | Svendborg        | Ep 4        | Ep 10         | Stemt ud af drengene ud fra en personlighedstest |
| Victoria Malten Buemann        | 18    | Charlottenlund   | Ep 9        | Ep 9          | Valgt fra af de andre deltagere til fordel for Maria Louise |
| Türker Alici                   | 18    | Harlev           | Ep 1        | Ep 8          | Valgt fra af Nanett Larsen til fordel for Thomas Carstensen |
| Marco Botin                    | 26    | Hjallerup        | Ep 1        | Ep 6          | Smidt ud af pigerne |
| Stephanie Christiansen (Geggo) | 21    | København        | Ep 1        | Ep 4          | Skulle forlade hotellet da hun kun skulle være der en uge |
| Sofie Rosager Lund             | 24    | Odense           | Ep 1        | Ep 4          | Stemt ud af Patrick Steffensen til fordel for Kanika Thuakchaiyphum Koch |
| Jonas Karup Christensen        | 25    | Vejle            | Ep 1        | Ep 2          | Stemt ud af Tina Maria Hansen til fordel for Stefan Bak |